# Adam Górski (bibliotekoznawca)
Adam Górski (ps. Dniestr, Sietniak, ur. 1925, zm. 14 stycznia 2022 w Poznaniu) – polski bibliotekoznawca, specjalista informacji naukowo-technicznej i spraw patentowych, żołnierz Batalionów Chłopskich i Armii Krajowej, profesor doktor habilitowany.

## Życiorys
W trakcie okupacji niemieckiej był żołnierzem Batalionów Chłopskich i Armii Krajowej okręgu nowosądeckiego. Po wojnie był wykładowcą Uniwersytetu Poznańskiego, Szczecińskiego i Wrocławskiego, a także szkół wyższych w Poznaniu: Wyższej Szkoły Zarządzania i Bankowości, Wyższej Szkoły Umiejętności Społecznych oraz Akademii Nauk Stosowanych. Należał do Korpusu Weteranów Walk o Niepodległość.
Pogrzeb odbył się 24 stycznia 2022 na cmentarzu junikowskim.